# ناتال نیکولز
ناتال نیکلز (انگلیسی: Nathaniel B. Nichols؛ ۱۹۱۴ – ۱۹۹۷) دانشمند در زمینه نظریه کنترل اهل ایالات متحده آمریکا بود.